# Agonum scitulum
Agonum scitulum är en skalbaggsart som beskrevs av Pierre François Marie Auguste Dejean 1828. Agonum scitulum ingår i släktet Agonum, och familjen jordlöpare. Arten har ej påträffats i Sverige.